# Hans Adolf Krebs
Sir Hans Adolf Krebs FRS (Hildesheim, Alemanya, 1900 - Oxford, Anglaterra, 1981) fou un metge, bioquímic i professor universitari britànic, d'origen alemany, guardonat amb el Premi Nobel de Medicina o Fisiologia l'any 1953.

## Biografia
Va néixer el 25 d'agost de 1900 a la ciutat de Hildesheim, població situada a l'estat alemany de Baixa Saxònia, en una família de religió jueva. Va estudiar medicina a la Universitat de Göttingen, on es graduà l'any 1923. L'any 1925 realitzà el doctorat a la Universitat d'Hamburg, i posteriorment amplià els seus estudis a la Universitat de Berlín, on estudià química durant un any, la qual cosa li permeté esdevenir assistent d'Otto Warburg, Premi Nobel de Medicina l'any 1931.
L'any 1933 emigrà a Anglaterra davant l'onada imparable d'atacs antisemítics a Alemanya, entrant a treballar al laboratori de bioquímica de Frederick Gowland Hopkins a la Universitat de Cambridge, i l'any 1945 va esdevenir professor de la Universitat de Sheffield. Després d'aconseguir la nacionalitat britànica l'any 1947 fou nomenat membre de la Royal Society de Londres i el 1958 fou nomenat Cavaller per part de la reina Elisabet II del Regne Unit. Va morir a la ciutat d'Oxford el 22 de novembre de 1981.

## Recerca científica
Els seus principals treballs d'investigació giren al voltant de l'anàlisi del metabolisme de la cèl·lula, fonamentalment en la transformació dels nutrients en energia dins les cèl·lules corporals. L'any 1932 va descobrir el cicle de la urea o cicle de Krebs-Hemsekit, corresponent a la via metabòlica utilitzada per eliminar les deixalles nitrogenades de l'organisme. L'any 1937 va descobrir que totes totes les reaccions conegudes dins d'aquestes cèl·lules estaven relacionades entre si, anomenant aquesta successió de reaccions cicle de l'àcid cítric, i que posteriorment es conegué amb el nom de cicle de Krebs, el qual és el conjunt de reaccions energètiques que es produeixen en els teixits dels mamífers, traduïdes per la formació i descomposició repetides de l'àcid cítric amb eliminació de diòxid de carboni.
L'any 1953 li fou concedit el Premi Nobel de Medicina o Fisiologia pel descobriment del cicle de l'àcid cítric, premi que compartí amb Fritz Albert Lipmann pel descobriment i desenvolupament del cicle de l'àcid nítric.